# تپه رحیم‌آباد (نیشابور)
تپه رحیم‌آباد مربوط به سده ۴ تا ۷ قمری است و در شهرستان نیشابور، روستای رحیم‌آباد واقع شده و این اثر در تاریخ ۳ خرداد ۱۳۸۶ با شمارهٔ ثبت ۱۹۱۲۶ به‌عنوان یکی از آثار ملی ایران به ثبت رسیده است.